# Echter Lavendel
Der Echte Lavendel (Lavandula angustifolia), auch Schmalblättrige Lavendel oder kurz Lavendel genannt, ist eine Pflanzenart aus der Gattung Lavendel (Lavandula) innerhalb der Familie der Lippenblütler (Lamiaceae). Sie findet hauptsächlich Verwendung als Zierpflanze oder zur Gewinnung von Duftstoffen, zudem wird der Echte Lavendel als Heilpflanze genutzt.

## Beschreibung

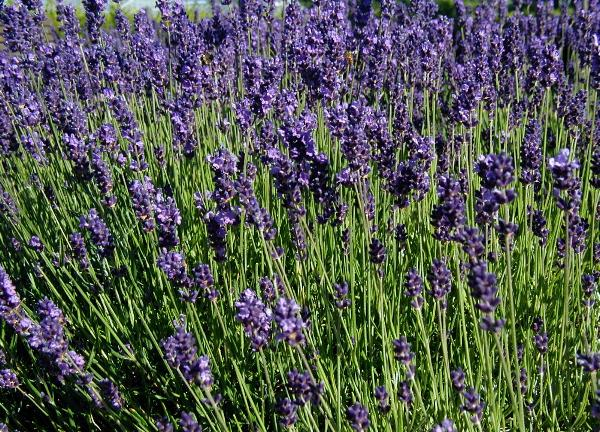
Habitus und Blütenstände

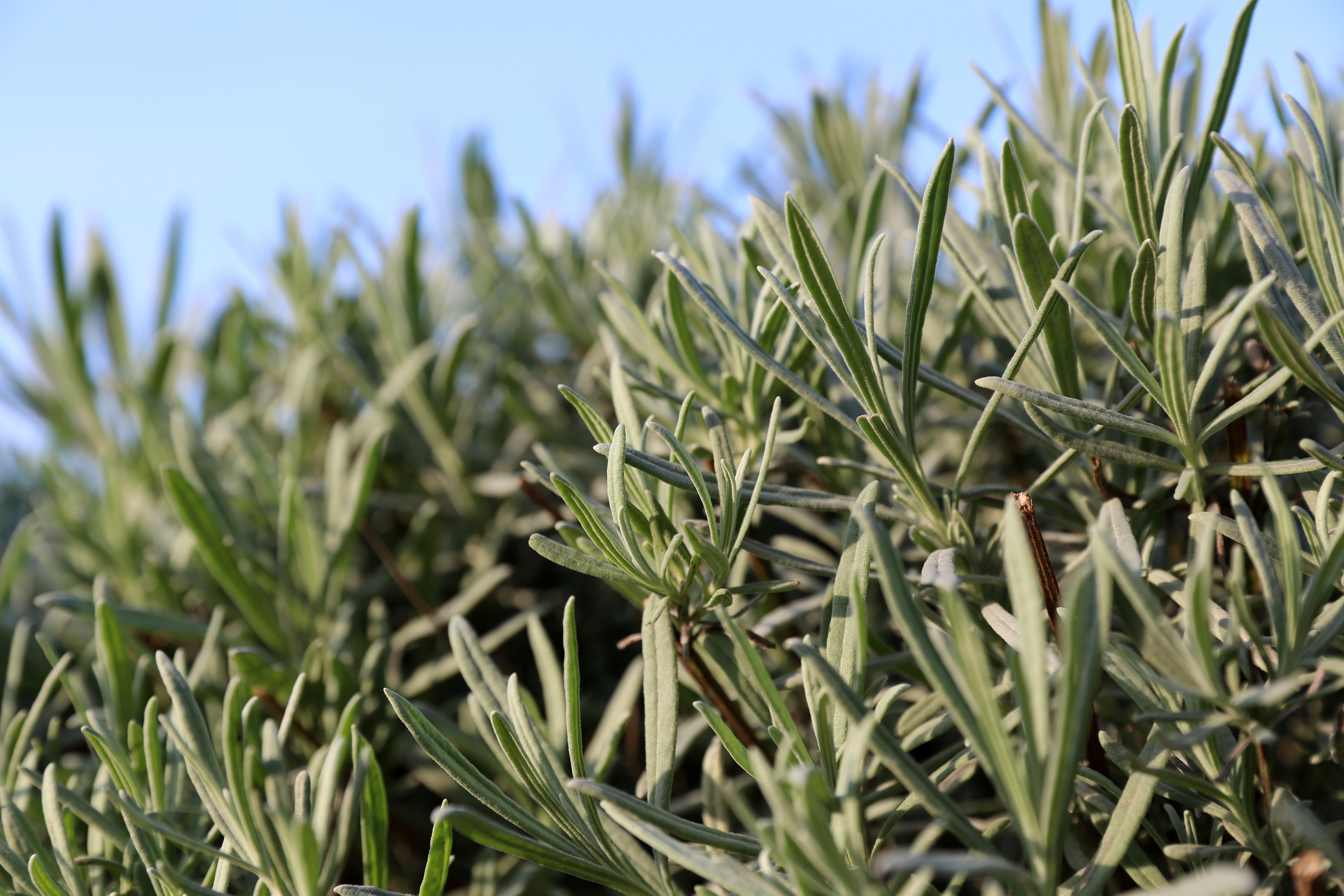
Laubblätter

### Erscheinungsbild und Blatt
Der Echte Lavendel ist ein aromatischer, kleiner Strauch, auch Zwergstrauch genannt, der Wuchshöhen bis 100 bis 150, selten bis 200 Zentimetern erreicht. Die oberirdischen Pflanzenteile sind graufilzig behaart. Die Zweige sind aufsteigend, aufrecht und stark verzweigt, steif aufrecht und unverzweigt oder sie tragen Kurztriebe.
Die gegenständig angeordnet Laubblätter sind sitzend. Die einfache Blattspreite ist bei einer Länge von 40 bis 50 Millimetern lanzettlich, länglich oder linealisch und verschmälern sich an beiden Enden. Sie sind stumpf, ganzrandig und am Rand mehr oder weniger eingerollt. Im jungen Zustand sind die Laubblätter an Ober- und Unterseite graufilzig behaart, später verkahlen sie.

### Blütenstand, Blüte und Frucht
Die Blütezeit reicht von Juni bis August, in Mitteleuropa meist von Juli bis Oktober. Der Blütenstandsschaft ist etwa dreimal so lang wie der Blütenstand. In einem bis zu 8 Zentimeter langen, ährigen Blütenstand befinden sich mehrere Scheinquirle, die jeweils sechs bis zehn Blüten enthalten. Die Hochblätter haben eine Länge bis zu 8 Millimeter, sind meist breit rautenförmig, verkehrt-eiförmig, begrannt, häutig und braun oder violett gefärbt, die Nerven sind deutlich erkennbar. Die Tragblätter sind rhombisch-eiförmig oder spitz-spatelförmig. Die Blütenstiele sind relativ kurz. Deckblätter sind kaum erkennbar.
Die zwittrige oder eingeschlechtige Blüte ist zygomorph und fünfzählig mit doppelter Blütenhülle. Der grauviolette, kurz flaumig behaarte Kelch ist bei einer Länge von bis zu 7 Millimetern eiförmig-röhrig und 13-nervig. Die Kelchzähne sind ungleich, der obere an der Spitze ist verkehrt-herzförmig vergrößert. Die fünf Kronblätter sind zu einer 8 bis zu 12 Millimeter langen Kronröhre verwachsen, die 16 Nerven besitzt. Die Blütenkrone ist außen dicht wollig behaart, an ihrer Basis fast kahl, Schlund and Kronlippen sind drüsig behaart. Die violette bis blaue Blütenkrone ist schwach zweilippig. Die gerade Oberlippe endet in zwei, die ausgebreitete Unterlippe endet in drei gleich großen, rundlichen Kronlappen. Die vier Staubblätter sind herabgebogen und überragen die Blütenkrone nicht, die beiden vorderen sind länger. Der Fruchtknoten ist oberständig und vierteilig.
Die Klausenfrucht zerfällt in vier Klausen. Die glatten Klausen sind glänzend braun.

### Chromosomensatz
Die Chromosomengrundzahl beträgt x = 9; bei Lavandula angustifolia subsp. angustifolia liegt Tetraploidie oder Hexaploidie mit einer Chromosomenzahl von 2n = 36 oder 54 vor. Bei Lavandula angustifolia subsp. pyrenaica beträgt die Chromosomenzahl 2n = 48.

## Ökologie
Beim Echten Lavendel handelt es sich um einen skleromorphen Hemiphanerophyten.
Beim Echten Lavendel liegt Gynodiözie vor, es gibt zwittrige und rein weibliche Blüten.
Die Blüten sind proterandrisch, es sind zuerst die männlichen und später die weiblichen Blütenorgane fertil.
Blütenökologisch handelt es sich um „Eigentliche Lippenblumen“. Als Belohnung für Bestäuber ist reichlich Nektar vorhanden. Meist erfolgt Insektenbestäubung; Bestäuber sind Hymenopteren. Bei ausbleibender Fremdbestäubung erfolgt spontane Selbstbestäubung innerhalb einer Blüte. Es liegt Selbstkompatibilität vor, also führt Selbstbefruchtung erfolgreich zum Samenansatz.
Die Bruchfrucht zerfällt in vier einsamige Teilfrüchte, die geschlossen bleiben. Die Diasporen sind die Klausen.

## Schädlinge und Krankheiten
Lavendel wird von verschiedenen Schädlingen bedroht, wie Gallmücken (Resseliella lavandulae), Blattkäfer der Unterfamilie Galerucinae (Arima marginata), Raupen von Wickler-Motten (Eulia polita) und Blattläusen (Eucaria elegans, Aphis spp …).
Krankheiten des Lavendels sind in vielen Fällen auf die Winden-Glasflügelzikade (Hyalesthes obsoletus) zurückzuführen, die Stolbur-Phytoplasmen (Candidatus Phytoplasma solani) überträgt. Die betroffene Pflanze trocknet aus und stirbt, weil sich dieser pathogene Mikroorganismus im Gewebe ausbreitet und die Zirkulation des Saftes verhindert. Die Bekämpfung dieser Krankheit gestaltet sich schwierig. Die Larven der Zikade leben im Boden und sind dort außerhalb der Reichweite herkömmlicher Insektizide.

## Vorkommen und Gefährdung

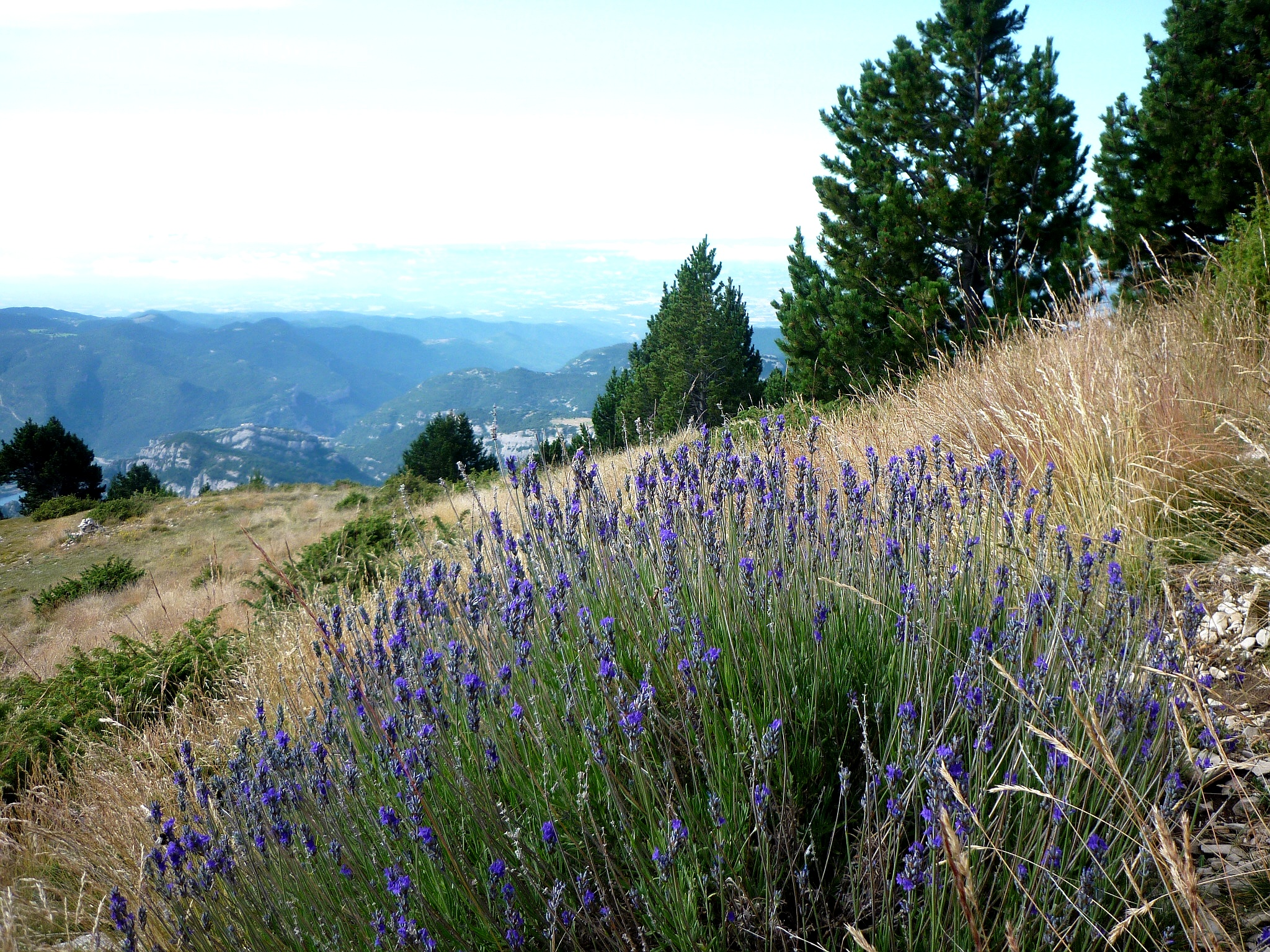
Habitus im ursprünglichen Habitat in Spanien

Die Heimat des Echten Lavendels sind ursprünglich die Küstenregionen des Mittelmeerraums. Die meisten ursprünglichen Populationen gibt es großflächig im östlichen Spanien, sonst sind Fundorte nur aus der Südostecke Frankreichs und in angrenzenden Gebieten in Italien sowie ein italienischer Fundort in der Nähe von Bologna bekannt. Es gibt weitere Berichte aus mehreren französischen Departments. Die ursprünglichen Bestände befinden sich in Bergregionen, die für eine landwirtschaftliche Nutzung nicht geeignet sind.
In der Roten Liste der gefährdeten Arten der IUCN wird Lavandula angustifolia als LC = „least concern“ = „nicht gefährdet“ eingestuft. Diese Bewertung erfolgte, weil der Echte Lavendel für die Nutzung großflächig angebaut wird und Entnahmen aus Wildbeständen daher nicht wirtschaftlich wären. Die weitverbreiteten natürlichen Bestände sind also stabil.
Verwilderte Bestände gedeihen an trockenen, warmen Hängen und kommen in Dalmatien und Griechenland sowie in der Toskana in Italien weit verbreitet vor. Der Echte Lavendel wächst an trockenen und felsigen Hängen und erreicht vereinzelt die Waldgrenze. Er ist im Mittelmeerraum eine Art der Klasse Ononido-Rosmarinetea.
Die ökologischen Zeigerwerte nach Landolt et al. 2010 sind in der Schweiz:
- Feuchtezahl F = 1+ (trocken)
- Lichtzahl L = 3 (halbschattig)
- Reaktionszahl R = 3 (schwach sauer bis neutral)
- Temperaturzahl T = 4 (kollin)
- Nährstoffzahl N = 2 (nährstoffarm)
- Kontinentalitätszahl K = 4 (subkontinental).[14]

Benediktiner-Mönche führten den Echten Lavendel nördlich der Alpen ein. Der Echte Lavendel gehört zu denjenigen Arten, die als winterhart gelten und daher im Freien den in Mitteleuropa üblichen Winter auch dann gut überstehen, wenn sie keinen besonderen Standort haben, nicht besonders auf den Winter vorbereitet wurden und nicht eigens vor dessen Einwirkung geschützt werden. Eingebürgert ist er bei Jena, Rudolstadt und Bad Blankenburg. Um 1800 existierte bei Laubenheim zwischen Bingen und Bad Kreuznach auf dem sogenannten Lavendelberg ein größerer Bestand. Dieser Lavendelberg wurde jedoch um 1840 umgenutzt, die Wurzelstöcke wurden herausgerissen und als Brennholz verwendet. Danach wurde die Fläche in einen Weinberg umgewandelt, so wie es auch auf dem Mont Vully nahe Murten in der Schweiz geschah. Allgemein ist der Echte Lavendel in Mitteleuropa nur in Parks und Gärten angepflanzt und verwildert selten daraus. 2016 wird in Deutschland ein bescheidener Lavendelanbau in der Nähe von Detmold betrieben.

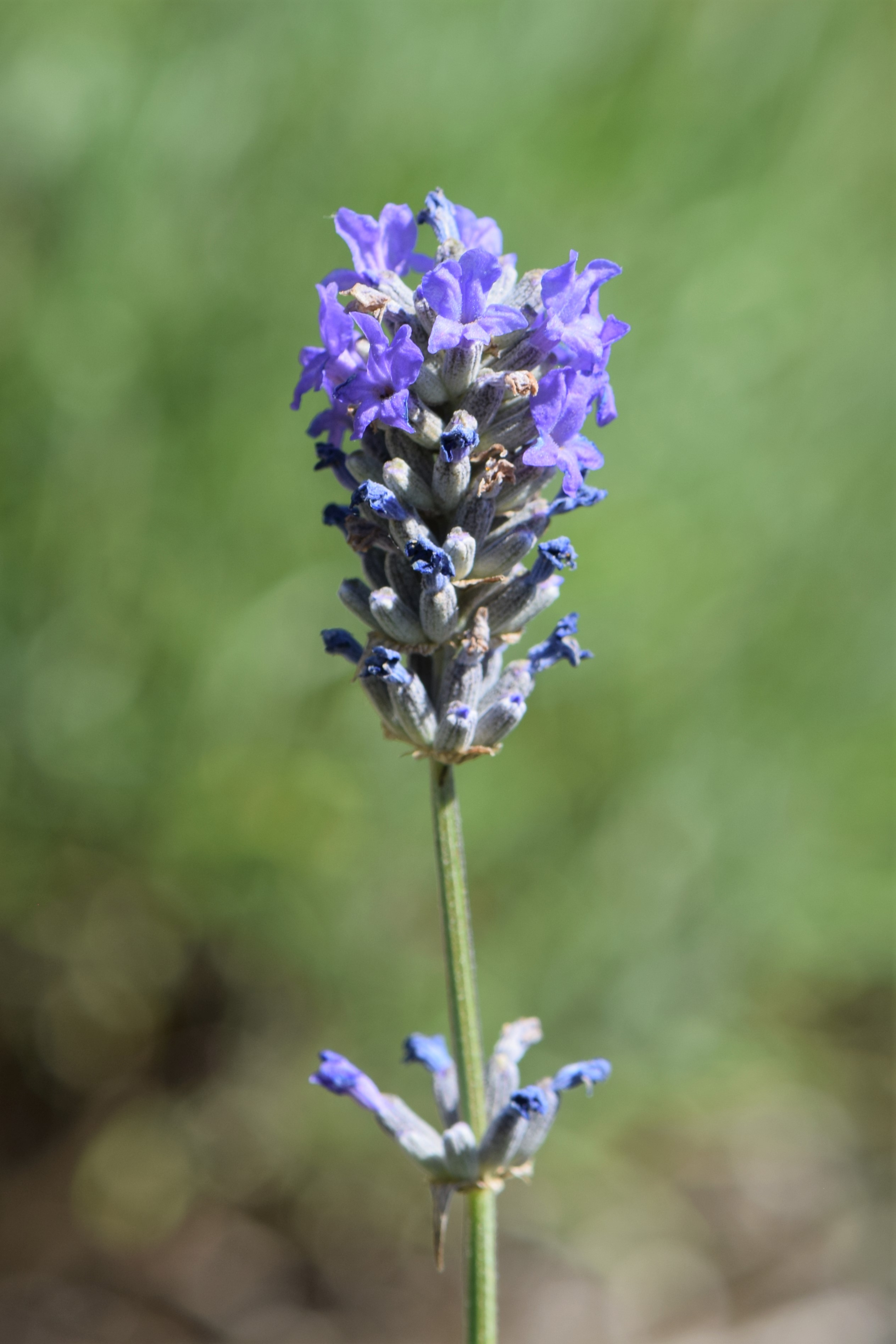
Blütenstand von Lavandula angustifolia subsp. pyrenaica

## Systematik und Verbreitung
Die Erstveröffentlichung von Lavandula angustifolia erfolgte 1768 durch Philip Miller in The Gardeners Dictionary: …, 8. Auflage, Band 3.  Es gibt das Homonym Lavandula angustifolia Moench. Synonyme für Lavandula angustifolia Mill. sind: Lavandula vulgaris Lam., Lavandula officinalis Chaix, Lavandula vera DC., Lavandula spica L. nom. rej.
Je nach Autor gibt es etwa zwei Unterarten:
- Lavandula angustifolia Mill. subsp. angustifolia: Sie kommt ursprünglich in Südfrankreich und Italien vor.[20]
- Lavandula angustifolia subsp. pyrenaica (DC.) Guinea: Sie kommt nur von den Pyrenäen im südwestlichen Frankreich über Andorra bis ins nordöstliche Spanien vor.[18][20]

## Inhaltsstoffe
Getrocknete Lavendelblüten enthalten 1 bis 3 (in offizineller Qualität mindestens 1,3) Prozent (v/m) ätherisches Öl, Lamiaceengerbstoffe (vor allem Chlorogensäure und Rosmarinsäure), Phenolcarbonsäuren, 0,35 % Flavonoide, Hydroxy- und Methoxycumarine (u. a. Umbelliferon, Herniarin) sowie Spuren an Phytosterolen und Triterpenen.
Ebenfalls verwendet wird das durch Wasserdampfdestillation gewonnene ätherische Lavendelöl. Dessen Hauptbestandteile sind R-(−)-Linalool (20 bis 45 Prozent) und R-(−)-Linalylacetat (30 bis 50 Prozent) in variierenden Anteilen. Daneben kommen weitere Terpene bzw. Terpenabkömmlinge vor wie etwa (Z)–β–Ocimen, β-Caryophyllen, Terpinen-4-ol, 1,8-Cineol und Lavendulylacetat.

## Nutzung
Echter Lavendel wird überwiegend zur Gewinnung von Duftstoffen oder als Zierpflanze genutzt.

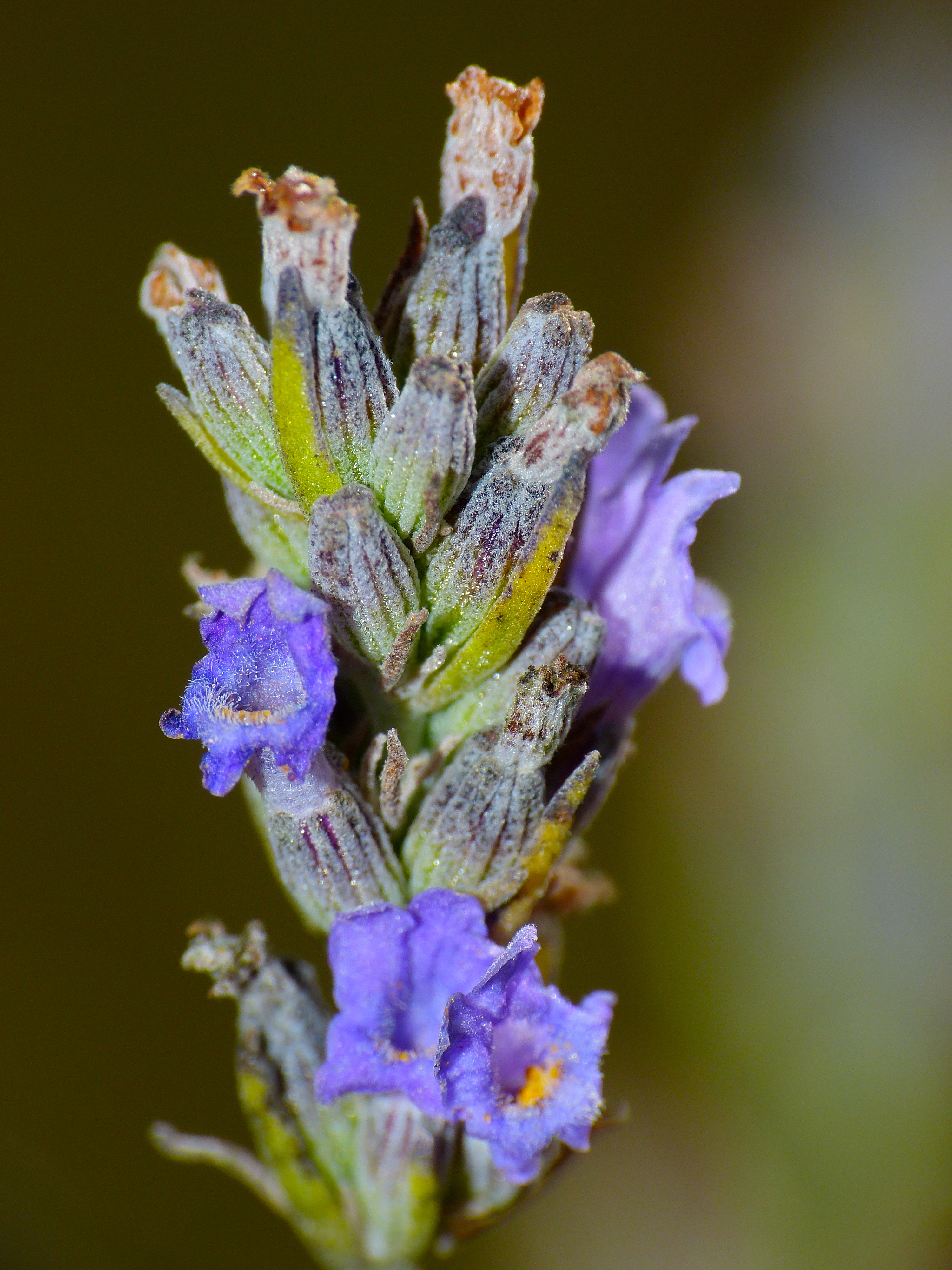
Blüte in Nahaufnahme
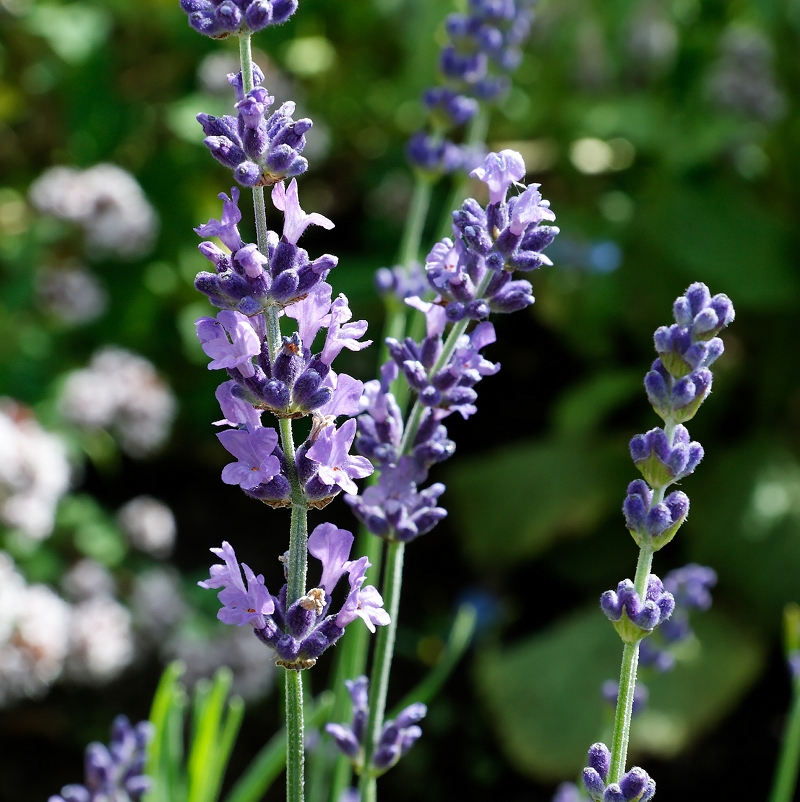
Blütenstand
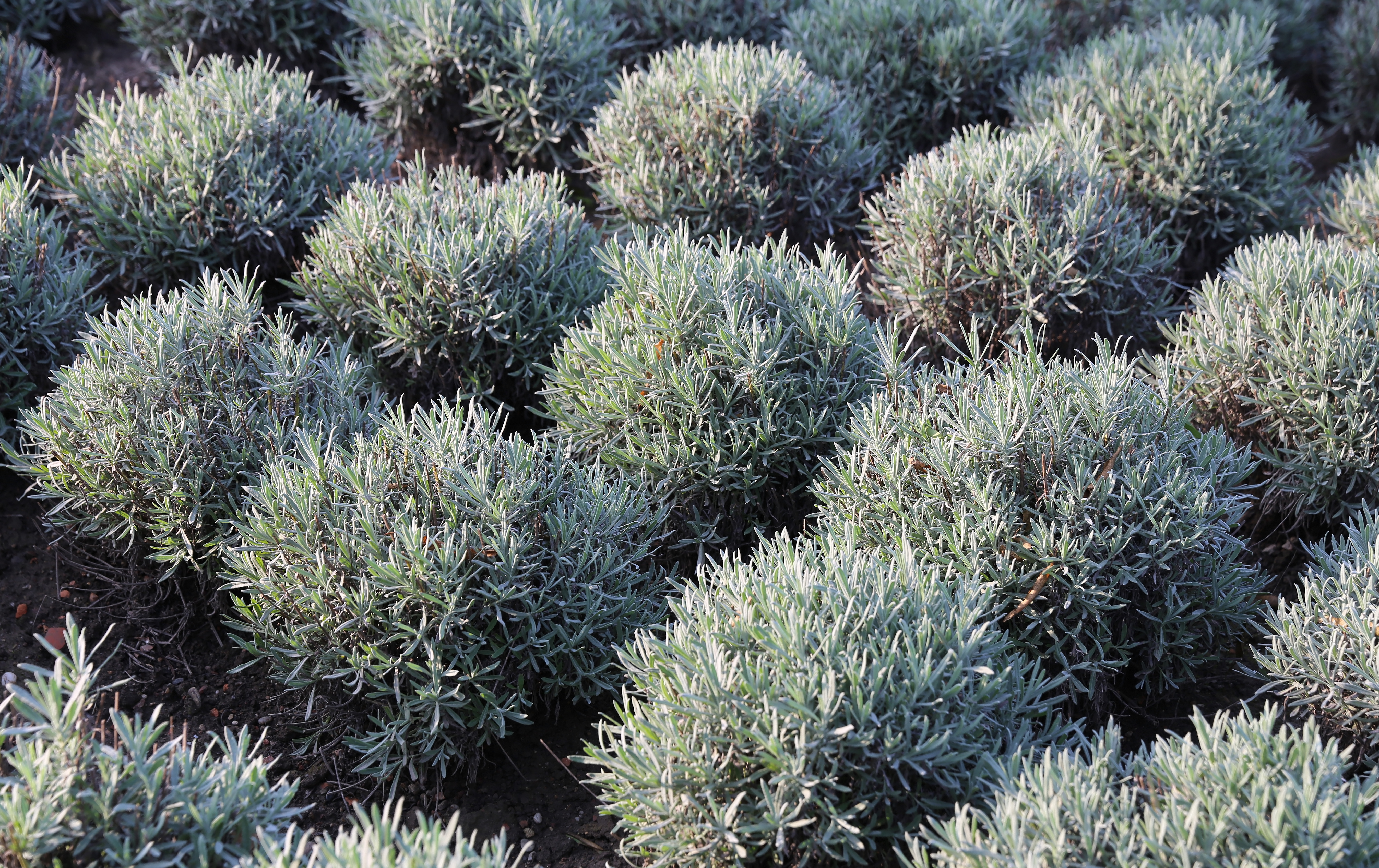
Mehrere Lavendelsträucher
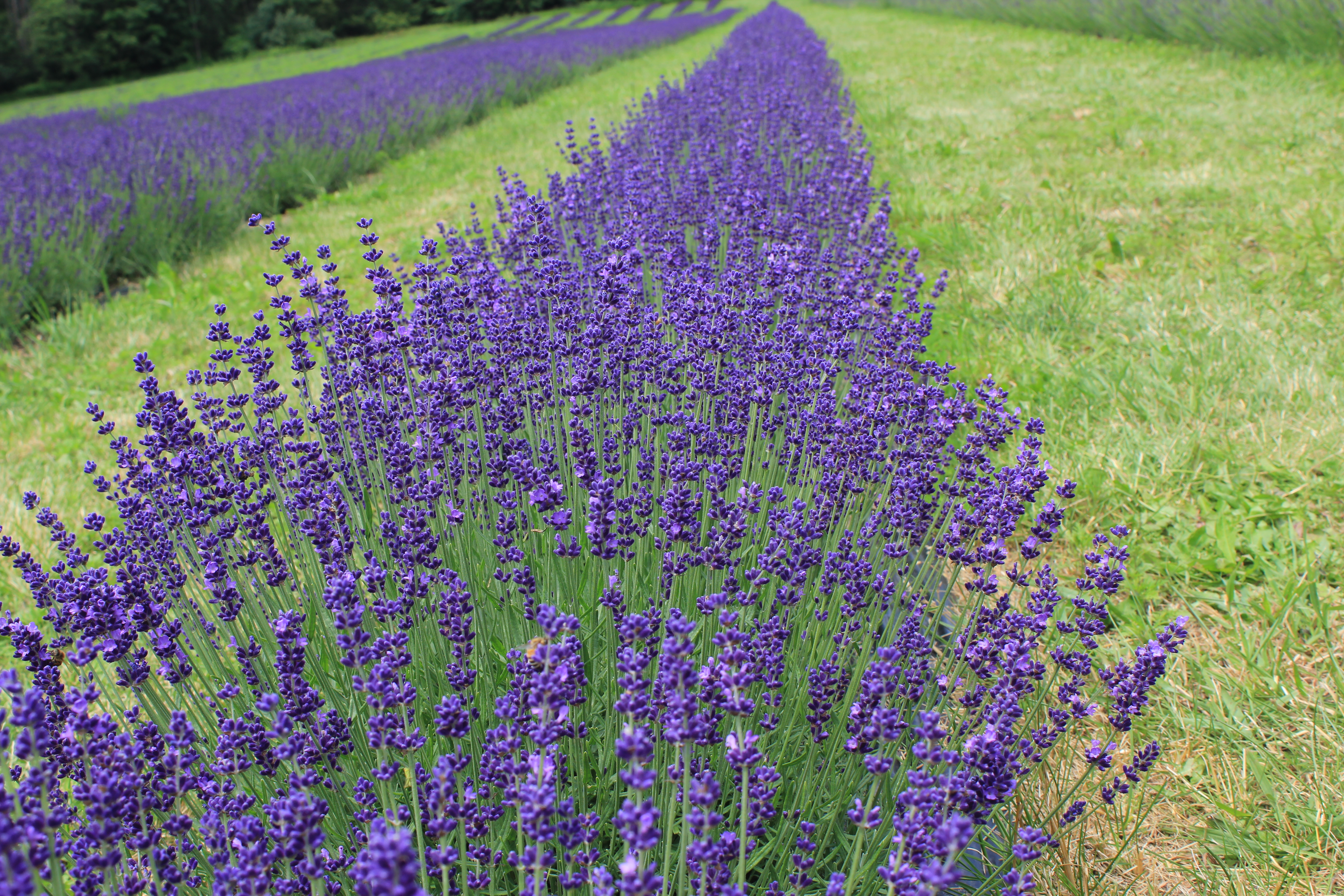
Lavendelfeld in Kanada
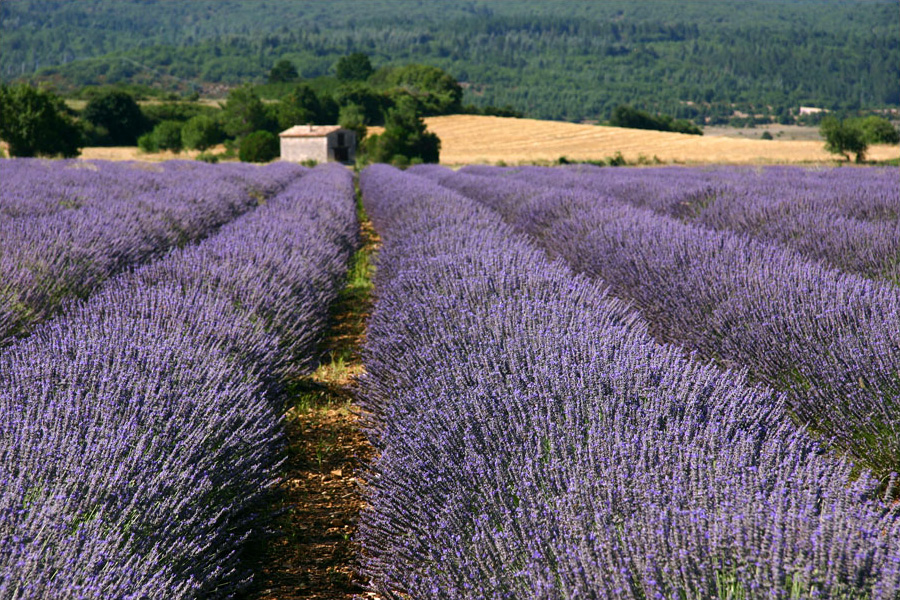
Lavendelanbau in Südfrankreich
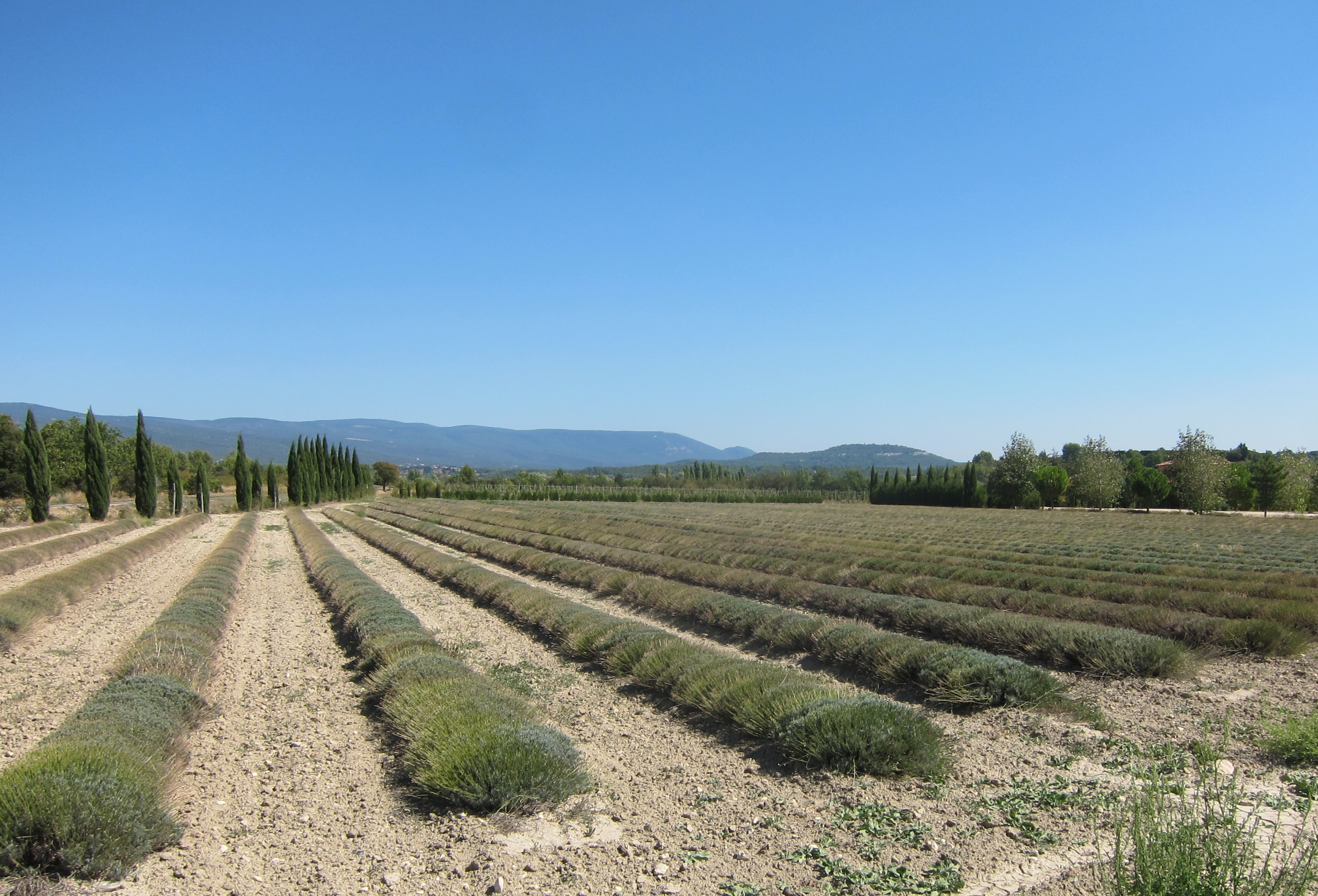
Nach der Ernte
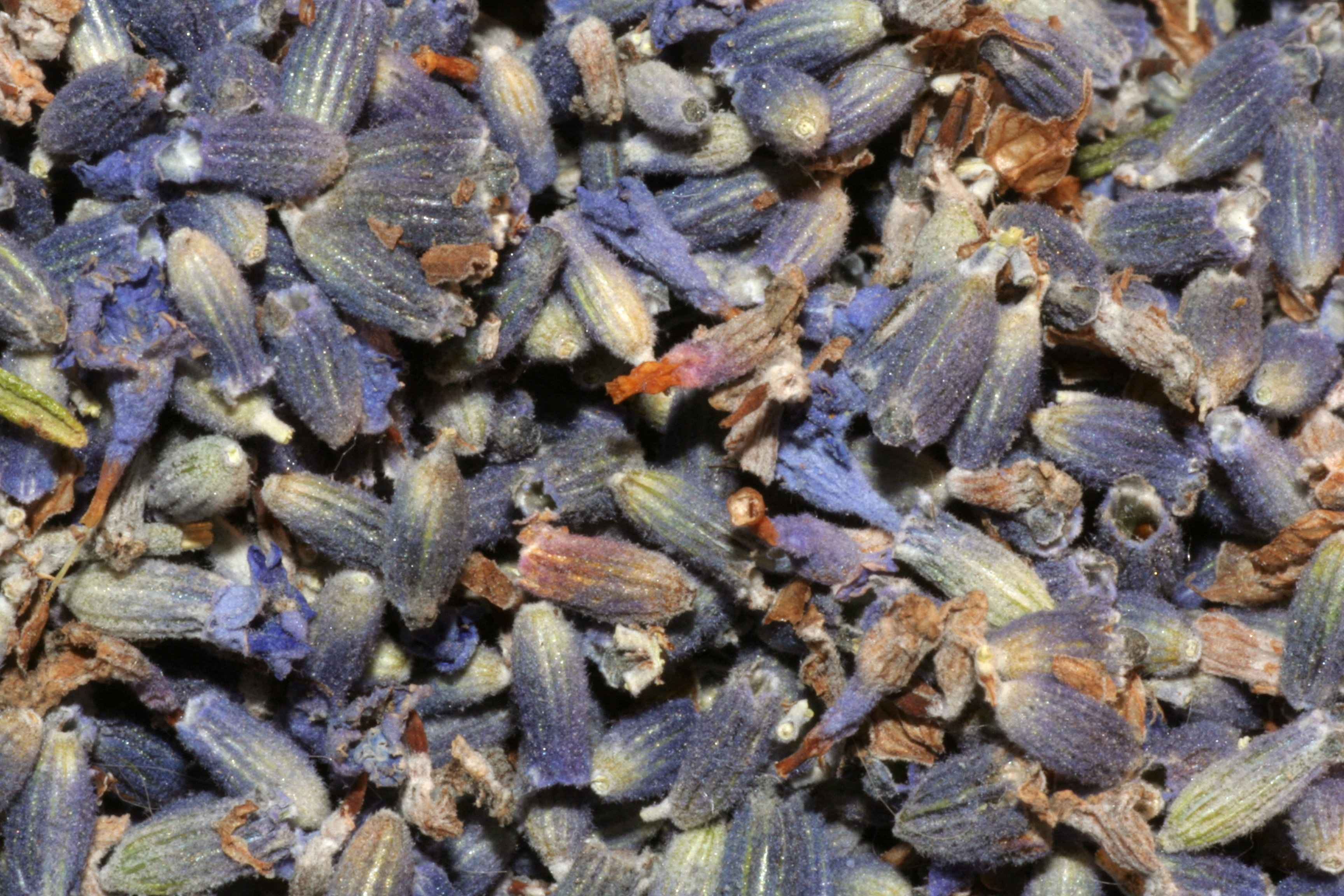
Getrocknete Lavendelblüten
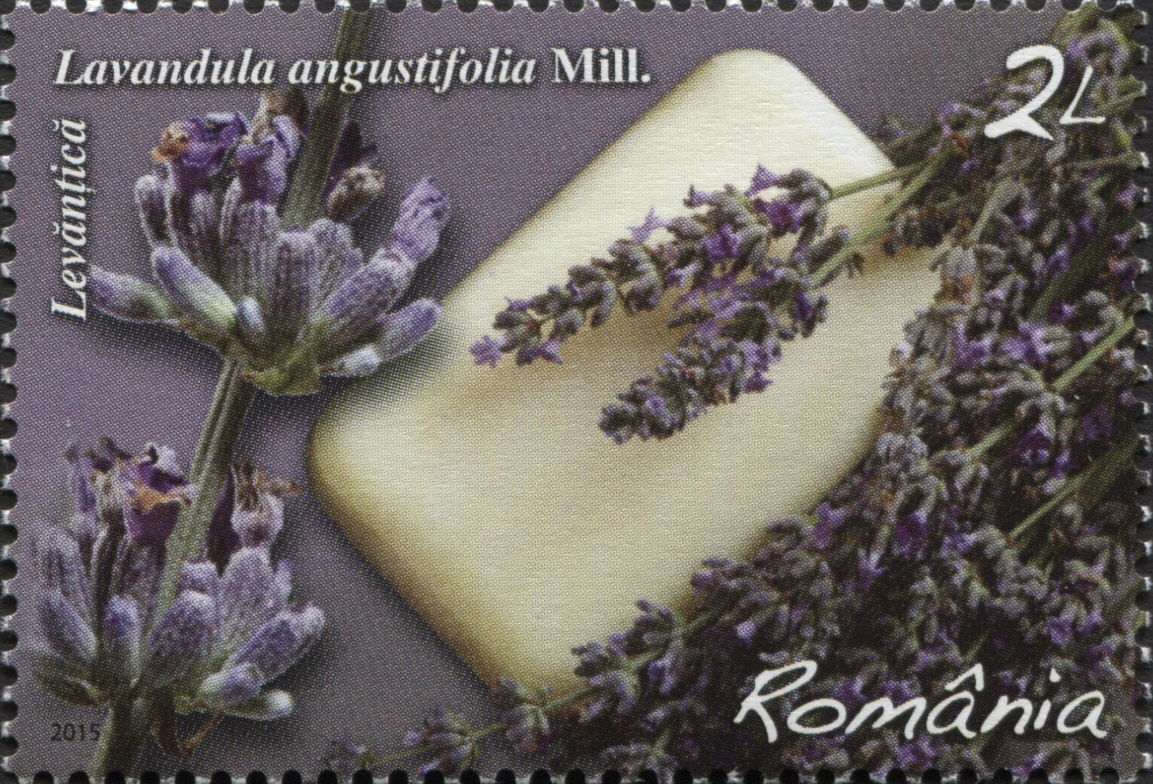
Echter Lavendel auf einer rumänischen Briefmarke

### Anbau bis Ernte
Lavendel ist die charakteristische Pflanze der Hoch-Provence; die großen Lavendelfelder sind ein touristisches Ziel. Die dortige Lavendel-Anbaufläche hat sich von 2002 bis 2012 etwa halbiert. Als Ursachen gelten Schädlinge und einige Kälteperioden mit wenig Schnee (Schnee schützt den Lavendel vor strengem Frost), zum Beispiel die Kältewelle 2012 und das Sturmtief Daisy im Januar 2010.
Häufiger noch als der Echte Lavendel wird in der Provence der weniger edle Lavandin (Lavandula ×intermedia) angebaut, eine natürliche Hybride von Echtem Lavendel und Speik-Lavendel (Lavandula latifolia). Diese ist sehr häufig die Basis für preiswerte Essenzen, Waschpulver und Öle. Deren Duft ist jedoch schwächer als der von Produkten aus Echtem Lavendel. Je kälter die Gegend, desto geruchsärmer der Lavendel.

### Vermehrung
Die Vermehrung des Echten Lavendels erfolgt durch Samen, Teilung größerer Exemplare und wurzelbildender Seitentriebe, Absenker oder Stecklinge.

### Ölgewinnung
Aus den Blütenständen mit Stängel wird Lavendelöl hergestellt. Dies erfolgt durch Schleppdestillation bzw. Wasserdampfdestillation, das Ansetzen der Blüten in fetten Ölen wie zum Beispiel Olivenöl („Mazeration“) und anschließendes Herauslösen ist heute kaum mehr gebräuchlich. Um gehaltvolles Ausgangsmaterial zu bekommen, wird am frühen Morgen geerntet oder kurz nach Regen, wenn die Blüten wieder abgetrocknet sind. Aus Lavandula angustifolia werden „Lavendel fein“ und „Lavendel extra“ gewonnen. Als Destillationsgrundlage für „Lavendel extra“ dient wilder Berglavendel, der in einer Höhenlage bis zu 1800 Metern wächst und durch Wildsammlung geerntet wird. „Lavendel Mont Blanc“ oder „Barreme“ sind Handelsbezeichnungen, denen ein standardisierter Esteranteil zugrunde liegt.

### Imkerei
In der Imkerei ist der Lavendel aufgrund des hohen Zuckergehalts seines Nektars (21–48 %) und seines hohen Zuckerwerts (bis zu 0,26 mg Zucker/Tag je Blüte) eine geschätzte Nebentracht.

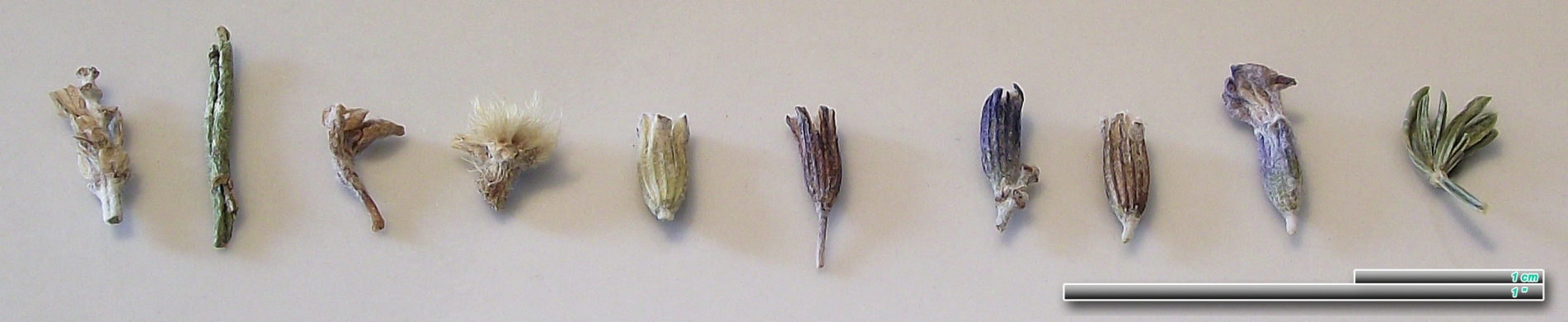
Lavendel in Form seiner Blütendroge

### Küche
Junge Blätter und weiche Triebe eignen sich zum Verfeinern von Gerichten wie Eintopf, Fisch, Geflügel, Lammfleisch und in Soßen und Suppen, in kleineren Mengen auch an Salaten. Besonders in der französischen, italienischen und spanischen Küche wird Lavendel oft verwendet. In der Avantgardeküche wird es auch in Desserts eingesetzt, z. B. in weißer Schokoladenmousse oder in Aprikosensorbet. Das Aroma ist dem des Rosmarins ähnlich und bitter bis würzig. Lavendel zählt zwar nicht zu den Standardbestandteilen der Gewürzmischung Herbes de Provence, ist aber häufig in dieser enthalten. Das getrocknete und luftdicht und lichtgeschützt verpackte Gewürz hält sich 6 bis 9 Monate.

### Kosmetik und Parfümerie
Lavendel ist eine in der Parfümerie geschätzte Pflanzengattung. Dies gilt vor allem für den Echten Lavendel (Lavandula angustifolia).

### Medizin
Als Arzneidroge dienen:
- die kurz vor der völligen Entfaltung gesammelten und getrockneten Lavendelblüten (lateinischer Name: Lavandulae flos),
- das durch Wasserdampfdestillation aus den frischen Blüten oder Blütenständen gewonnene ätherische Öl (lateinischer Name: Lavandulae aetheroleum).

Die Blüten werden als wässriger Auszug innerlich angewendet (Arzneitee) oder als Infus dem Badewasser (Balneotherapie) zugegeben. 
Auszüge aus Lavendelblüten haben leicht beruhigende, blähungswidrige und gallentreibende Eigenschaften. Man nutzt dies zur Milderung von Beschwerden wie innere Unruhe, nervöse Erschöpfung, Einschlafstörungen, Migräne sowie nervösen Magen-Darm- und Gallenbeschwerden. Den potentiellen Nutzen von Lavendelöl bei Angststörungen konnte eine 2014 publizierte Doppelblindstudie nachweisen. Die beruhigende Wirkung wird auch in der Aromatherapie genutzt. Somit wird auch bei Massagen oftmals Lavendelöl verwendet. Dort wirkt das verdunstende Linalylacetat.
Einreibungen mit Lavendelöl wirken vorwiegend hautreizend und dienen deshalb zur Bekämpfung rheumatischer Beschwerden. Als Badezusatz wird es bei funktionellen Kreislaufstörungen verwendet. Wegen seiner antibakteriellen Eigenschaften ist Lavendelöl auch in Gurgellösungen enthalten. Portugiesische Forscher konnten in einer In-vitro-Studie zeigen, dass Lavendelöl in bestimmten Konzentrationen verschiedene Hefe- (Candida-Spezies) und Fadenpilze im Wachstum hemmt oder abtötet. Eine etwaige klinische Wirksamkeit ist damit nicht nachgewiesen.
Die Fachjury des Theophrastus-Naturheilvereins wählte den Echten Lavendel zur Heilpflanze des Jahres 2008, für das Jahr 2020 wählte ihn der Interdisziplinäre Studienkreis Entwicklungsgeschichte der Arzneipflanzenkunde zur Arzneipflanze des Jahres.

### Repellent
Für die insektenabweisende Verwendung werden alkoholische Lösungen eingesetzt oder es werden Lavendelblütensäckchen zwischen die Wäsche gelegt.

### Film
- Lavendel: Blume zwischen Himmel und Hölle. Dokumentation, 45 Min. Ein Film von Christian und Dorlie Fuchs, Produktion: Saarländischer Rundfunk, Erstsendung: 15. Oktober 2006. Inhaltsangabe vom SR (Seite nicht mehr abrufbar, festgestellt im Januar 2023. Suche in Webarchiven)